# Niko Moosherr
Niko Moosherr (* 18. Dezember 1997 in Ravensburg) ist ein deutscher Karateka.

## Leben
Moosherr kämpfte ab dem fünften Lebensjahr im Dojo Friedrichshafen und trainiert seither Karate. Im Alter von 10 Jahren bestritt er erste Wettkämpfe. 2012 und 2016 absolvierte er Prüfungen zum  1. Dan und 2. Dan. Im Jahr 2016 erkämpfte er sich den Deutschen Meistertitel und im selben Jahr den Weltmeistertitel bei der Welt-Meisterschaft der WKU (World Kickboxing and Karate Union) in Orlando/USA. Seither verteidigt er seinen Weltmeistertitel. Er trainiert im Team Bodensee e.V. in Friedrichshafen. Seine Trainer sind Nadine Joachim und Toni Dietl (7. Dan). Beruflich absolvierte Moosherr eine Ausbildung zum Sport- und Fitnesskaufmann und arbeitet als Seminar-Manager im Kampfkunst Kollegium.

## Erfolge
- WKU-Junioren-Weltmeister in Alicante 2015
- Deutscher Meister (WKU) 2016
- WKU-Weltmeister (-90 kg) Orlando (USA) 2016[1]
- WKU Weltmeister (-90 kg) in Killarney (Irland) 2017[2]
- WKU Weltmeister (-90 kg) in Athen 2018[3]
- WKU Weltmeister (-90 kg) in Bregenz 2019